# Around the Fur
Around the Fur (englisch Rund um dem Pelz) ist das zweite Studioalbum der US-amerikanischen Alternative-Metal-Band Deftones. Das Album erschien am 28. Oktober 1997 über Maverick Records und brachte der Band ihren kommerziellen Durchbruch. Das Album wurde in den USA mit Platin und im Vereinigten Königreich und Australien mit jeweils Gold ausgezeichnet.

## Entstehung

### Songwriting
Nach der Veröffentlichung ihres Debütalbums Adrenaline am 1. Oktober 1995 war die Band fast durchgängig auf Tournee und spielte mit Bands wie Life of Agony, Anthrax, Ozzy Osbourne, Korn, Will Haven, Pantera und White Zombie. Darüber hinaus nahmen die Deftones noch an der Warped Tour 1996 teil. Rückblickend bezeichnete Sänger Chino Moreno Adrenaline als „cooles“ Album aber er hatte nie das Gefühl, dass es ein großartiges Album wäre. Trotzdem war er glücklich darüber, dass die Leute es mochten. Jedoch hatte er das Gefühl, dass seine Band sich erweitern und viele neue Dinge ausprobieren könnte. Moreno war ziemlich aufgeregt, als seine Band das zweite Studioalbum in Angriff nahm.
Das Songwriting begann die Band in ihrem The Spot genannten Proberaum in Sacramento. Der Proberaum befand sich in einem Bürogebäude, so dass die Musiker bis 18 Uhr mit dem Komponieren warten mussten. Die Zwischenzeit verbrachten die Musiker mit Skateboard- bzw. BMX-Fahren auf der im Proberaum installierten Halfpipe. Die meisten für das Album verwendeten Lieder wurden ohne Bass geschrieben, da der Bassist Chi Cheng beabsichtigte, die Band zu verlassen. Er war mit seiner Frau und seinem Baby nach San Diego gezogen um seine Schule zu beenden und als Englischlehrer zu arbeiten. Die Situation löste sich laut Stephen Carpenter einfach dadurch, dass er und seine Bandkollegen Cheng einfach sagte, dass er hochkommen sollte.
Zur gleichen Zeit sorgten Nu-Metal-Bands wie Papa Roach und Limp Bizkit für Furore und überflügelten die Deftones in kommerzieller Hinsicht. Chino Moreno erinnert sich, dass ihre Plattenfirma im Vorfeld der Aufnahmen Andeutungen machte, um die Band zu ermutigen, aus diesem Trend Kapital zu schlagen. Doch die Band war dagegen und wollte ihren eigenen Weg gehen. Laut Moreno waren die Musiker zu diesem Zeitpunkt „voller Selbstvertrauen um genau das Album zu schreiben, das sie zu exakt dieser Zeit schreiben wollten“.

„Ich war wahrscheinlich so wütend wie nie zuvor oder später in meinem Leben, aber ich war wahrscheinlich glücklicher als je zuvor. Jede Emotion war wohl der Höhepunkt all dieser Emotionen. Einige der traurigsten Parts auf dem Album sind wirklich traurig. Einige der wütenden Parts des Albums – ich weiß nicht ob ich jemals wieder so wütend sein kann… Dies hat aber was Gutes. Ich bin ein wenig glücklich darüber, dass ich nicht mehr diese Person sein will. Es ist eine Zeitkapsel. Verdammt, ich war wütend! Und beleidigend, in den Dingen, die sich sagte und meinte.“

### Aufnahmen
Aufgenommen wurde Around the Fur im Studio Litho in Seattle, welches dem Pearl-Jam-Gitarristen Stone Gossard gehört, mit dem Produzenten Terry Date, der auch schon das Debütalbum Adrenaline produzierte. Zwar war Sänger Chino Moreno mit dem Resultat der ersten Zusammenarbeit enttäuscht, jedoch erwähnte er, dass der Fehler bei der Band lag, die damals ein „rau klingendes“ Album haben wollten. Für Around the Fur wollten die Musiker ein großes, anspruchsvolles Album, welches den Druck einer Liveshow der Band bewahrt. Moreno verglich die Mission mit Metallica und ihrem selbst betitelten Album von 1991.

„Metallica waren es leid, dass ihre Album beschissen klangen. Sie wollten groß, aber nicht überpoliert klingen. Mit Around the Fur wollten wir, dass es nicht wie in einer Garage aufgenommen klingt. Es sollte groß klingen, aber nicht kitschig. Was wir mit dem Album erreicht haben; es war warm, aber es war hart und es war etwas Neues. Es war etwas Originelles.“

Zu den Aufnahmen kehrte der Bassist Chi Cheng zur Band zurück, die zusätzlich zu den in Sacramento geschriebenen Titeln im Studio noch weitere Titel komplettierten wie zum Beispiel My Own Summer (Shove It), Lhabia und das Titellied. My Own Summer (Shove It) entstand als eines der letzten Lieder durch Zufall. Stephen Carpenter saß im ersten Stock und spielte das, was später zum Hauptriff wurde. Chino Moreno rannte die Treppe rauf und fragte, was er da spielt. Bassist Chi Cheng fing an, zu Carpenters Riff zu spielen und 45 Minuten später war das Lied fertig. Carpenter erinnerte sich, dass er meistens im Studio rumsaß und Bongs rauchte und von Terry Date aufgefordert werden musste, etwas zu schreiben. Musikalisch war Carpenter während der Aufnahmen stark vom damals aktuellen Depeche-Mode-Album Ultra beeinflusst. Abe Cunningham benutzte für die komplette Aufnahmen nur ein Schlagzeug, benutzte bei jedem Lied jedoch eine andere Snaredrum.
Around the Fur ist das zweite Album, auf dem der DJ Frank Delgado als Gastmusiker auftrat. Er ist bei den Liedern My Own Summer (Shove It), Around the Fur, Dai the Flu, Headup und MX zu hören. Erst im Jahre 1999 sollte er festes Bandmitglied werden. Ebenfalls bei dem Lied MX ist Annalynn Cunningham, die Ehefrau des Schlagzeugers Abe Cunningham als Gastsängerin zu hören. Dritter Gastmusiker auf dem Album ist der ehemalige Sepultura-Sänger Max Cavalera bei Headup, der bei dem Lied auch Gitarre spielt und das Lied mitgeschrieben hat. Als Chino Moreno und Max Cavalera den Gesang aufnahmen, hätten beide so stark herumgetobt, dass sich Moreno an der Nase verletzte und am Ende blutverschmiert im Studio stand.
Jeden Tag arbeiteten die Musiker für sechs Stunden im Studio und wurden dabei regelmäßig von Musikern der Bands Alice in Chains und Unwritten Law besucht. Am Ende eines jeden Tages kopierte die Band die Ergebnisse auf eine Kassette und hörten sich diese dann in einem Auto an, während die Musiker durch Seattle fuhren. Laut Chino Moreno wurde das Album innerhalb von vier Monaten geschrieben und aufgenommen. Es war das am schnellsten fertiggestellte Album der Bandgeschichte. Allerdings habe er keine Erinnerungen an den Prozess. Die Arbeit hätte viel Spaß gemacht und die Band hätte eine großartige Zeit gehabt.

„Es ist einfach passiert und ich denke wirklich, dass wir die Essenz dieser Zeit unseres Lebens eingefangen haben. Ich hatte das Gefühl, dass wir beim Songwriting alles ausprobieren konnten und es funktionierte. Ich bin wirklich stolz auf dieses Album. Ich liebe dieses Album wahrscheinlich mehr als alle unserer anderen Alben.“

### Albumcover
Das Albumcover entstand während einer Party am Swimming Pool des Appartmentgebäudes in Seattle, in dem die Band übernachtete. Moreno erinnerte sich, dass er und seine Bandkollegen jeden Abend nach den Aufnahmen schwimmen gegangen sind. Während einer dieser Parties machte der Fotograf Rick Kosick mit einem Fischaugenobjektiv ein Foto einer jungen Frau im Bikini. Kosick nahm das Foto von oben auf, so dass ihre Brüste sowie ihre Blumentätowierung um ihren Bauchnabel zu sehen sind. Links von ihr sind die Füße eines Mannes zu sehen. Auf der Rückseite des Albums ist die Frau vom Bauchnabel aus abwärts zu sehen, wie sie in einem Whirlpool steht. Frank Delgado ist auf dem ursprünglichen Foto neben der Frau zu sehen, wurde jedoch mit Hilfe von Adobe Photoshop rauseditiert.
Sowohl Chino Moreno als auch Stephen Carpenter waren zu dieser Zeit große Fans von Kosicks Arbeit und wollten ihn für das Albumcover haben. Laut Kosick entstand das Bild gegen vier Uhr morgens. Er sah einfach diese Frau und ihre großen Brüste und dachte sich, dass er ein Foto von ihr machen muss. Die neben der Frau sichtbaren Füße gehören Kosick. Kosick begleitete auch die Band im Studio. Ein Foto eines Billardtisches ist im Booklet des Albums zu sehen. Das Cover der Single My Own Summer (Shove It) zeigt ein Mikrofon, während ein um 90 Grad nach links gedrehtes Albumcover auf dem Cover der Single Be Quiet and Drive (Far Away) zu sehen ist. Als Dank für seine Arbeit erhielt Kosick von der Band ein Exemplar der Goldenen Schallplatte. Rückblickend bezeichnete Chino Moreno das Albumcover als „fürchterlich“.

„Es gibt keinen ausgefallen Grund, warum es benutzt wurde. Es stach halt aus irgendwelchen Gründen heraus. Meiner Meinung nach ist jedes Albumcover ein Schnappschuss einer Zeit. Und das Albumcover ist eine Repräsentation dieser Zeit, in der wir das Album gemacht haben.“

Im Oktober 2020 wurde die Identität der abgebildeten Frau bekannt. Es handelt sich um Lisa Hughes, die heute im medizinischen Bereich im Pazifischen Nordwesten arbeitet. Sie erinnerte sich, dass sie von Stephen Carpenter gefragt wurde, ob die Band ihr Foto verwenden dürfte. Hughes wollte das Bild vorher sehen, was sich als schwierig gestaltete, da sie damals keinen Computer besaß. Die Plattenfirma schickte ihr das Bild als Fax, auf dem das Bild ziemlich dunkel und schlecht erkennbar war. Hughes stimmte zu und hatte keinerlei Zweifel. Auch wenn sie sich zum Zeitpunkt der Aufnahme angegriffen fühlte, ist sie heute stolz darauf, auf dem Cover abgebildet zu sein.

### Veröffentlichung
Das Album erschien am 28. Oktober 1997. Die erste Single My Own Summer (Shove It) wurde am 22. Dezember 1997 veröffentlicht, während Be Quiet and Drive (Far Away) am 9. März 1998 als zweite Single ausgekoppelt wurde. Die Singles erreichten die Plätz 29 respektive 50 der britischen Singlecharts, was die ersten Chartpositionen der Band waren. Ein entscheidender Faktor für den Erfolg war das Airplay im Radio und im Musikfernsehen. Das Titellied wurde im Jahre 1997 als Promo-Single veröffentlicht.
Beim Musikvideo zu My Own Summer (Shove It) führte Dean Karr Regie. Es zeigt Weiße Haie und blutgetränktes Wasser, während die Band auf schwimmenden Haikäfigen spielt. Am Ende des Videos fällt Sänger Chino Moreno ins Wasser. Das Video zu Be Quiet and Drive (Far Away) zeigt die Band das Lied unter einer Brücke spielen. Regie führte Frank W. Ockenfels III. Moreno fühlte sich unzufrieden mit dem Video, da er sich von der Plattenfirma dazu gedrängt fühlte, ein Video zu drehen, das MTV gefallen würde. Das Video würde einen falschen Eindruck von der Band vermitteln. Als Reaktion darauf wurde für das Titellied ein Musikvideo gedreht, dass einfach nur verrückt sei und niemals im Fernsehen gezeigt werden könne. Es enthält Drogen- und Nacktszenen und wurde nie veröffentlicht.

## Hintergrund
Die Texte des Albums behandeln Themen wie juvenile Wahrnehmung, Existenzangst, Sex, Romantik, Gewalt, der Tod von geliebten Mitmenschen und Trennungen. Der Albumtitel wurde, insbesondere wegen des Albumcovers, vielfach als sexuelle Anspielung gedeutet, was Moreno jedoch verneint. Vielmehr hat der Titel mehr mit der Musik der Band zu tun, die er als „hässlich und aggressiv“, aber auch als „besänftigend“ beschrieb.

„Pelz ist sehr glamourös und schön. Aber die Innenseite enthält Haut. Und sie ist hässlich. Also ist es eine Art Metapher für die Musik und wie ich manchmal über Menschen denke, die von außen schön und von innen hässlich sind.“

My Own Summer (Shove It) handelt von Chino Morenos Kämpfen, nach nächtlichen Aufnahmesessions tagsüber einzuschlafen, wobei er von der Sonne gestört wird. Lhabia hieß ursprünglich Labia. Da dies jedoch das lateinische Wort für die Schamlippen ist, fügte Chino Moreno einen Buchstaben hinzu. Es geht um ein 16-jähriges Mädchen, welches der Prostitution nachgeht, um ihren Drogenkonsum zu finanzieren. Mascara schrieb Chino Moreno für seine Frau. Rickets ist das englische Wort für die Kinderkrankheit Rachitis. Be Quiet and Drive (Far Away) handelt von einer Person, die sich in seiner Heimatstadt gefangen fühlt und diese einfach nur verlassen will. Verlässt diese Person die Stadt, möchte sie dies in Stille genießen.
Das Lied Headup ist ein Tribut an Max Cavaleras Stiefsohn und Chino Morenos Freund Dana Wells, der bei einem Autounfall mit Fahrerflucht getötet wurde. Der Text, der teilweise aus Wells Tagebuch entnommen wurde, enthält das Kofferwort „Soulfly“, welches der Name von Cavaleras neuer Band werden sollte. Das abschließende Lied MX enthält zwei Hidden Tracks: Das Lied Bong Hit beginnt ab 19:32 und Damone ab 32:36 Minuten. Bei Bong Hit hört man Geräusche von Stephen Carpenter, der gerade eine Bong raucht. Die Band verwendete den Titel auf ihrem Anrufbeantworter in ihren Apartment, wo die Musiker während der Aufnahmen wohnten.

## Rezeption

### Rezensionen
Paul Brannigan vom britischen Magazin Kerrang beschrieb Around the Fur als „Metal vom Feinsten: brutal, rau und unerbittlich, furchtlos seine Seele zu entblößen und seine Intelligenz zu zeigen“. Brannigan forderte die Leser auf, „jetzt Platz im CD-Regel zu machen“ und bewertete das Album mit fünf von fünf Punkten. Kai Butterweck vom Onlinemagazin laut.de bildet das Album „den Everest im Deftones-Himalaya“. Die Band „verschließt sich nicht vor der Gefühlswelt, sondern suhlt sich in tiefgehenden und oftmals sich erst nach dem zweiten oder dritten Durchlauf erschließenden Soundkosmen“. Christian Kruse vom deutschen Magazin Visions schrieb, dass die Deftones „einfach ihre Emotionen zu Wort und Ton kommen lassen, wo andere Wert auf Image und Show, Make-Up und möglichst coole Posen legen“. Die Band „baut Sachen, von denen andere nur träumen“.

### Bedeutung
Around the Fur belegte Platz 17 der 50 besten Nu-Metal-Alben von Loudwire. Revolver zählt Around the Fur zu den 20 essentiellen Nu-Metal-Alben. Das britische Magazin Kerrang führte Around the Fur im Mai 2003 auf Platz 17 ihrer Liste der 50 einflussreichsten Alben aller Zeiten.

## Kommerzieller Erfolg

### Chartplatzierungen
| ChartsChartplatzierungen       | Höchstplatzierung | Wochen |
| ------------------------------ | ----------------- | ------ |
| Vereinigte Staaten (Billboard) | 29 (17 Wo.)       | 17     |
| Vereinigtes Königreich (OCC)   | 56 (1 Wo.)        | 1      |

### Auszeichnungen für Musikverkäufe
| Land/Region                  | Auszeichnungen für Musikverkäufe (Land/Region, Auszeichnung, Verkäufe) | Verkäufe  |
| ---------------------------- | ---------------------------------------------------------------------- | --------- |
| Australien (ARIA)            | Gold                                                                   | 35.000    |
| Neuseeland (RMNZ)            | Gold                                                                   | 7.500     |
| Vereinigte Staaten (RIAA)    | Platin                                                                 | 1.00.000  |
| Vereinigtes Königreich (BPI) | Gold                                                                   | 100.000   |
| Insgesamt                    | 3× Gold · 1× Platin ·                                                  | 1.142.500 |